# Condado de Calhoun (Geórgia)
O Condado de Calhoun é um dos 159 condados do Estado americano de Geórgia. A sede do condado é Morgan, e sua maior cidade é Morgan. O condado possui uma área de 734 km², uma população de 6 320 habitantes, e uma densidade populacional de 9 hab/km² (segundo o censo nacional de 2000). O condado foi fundado em 20 de fevereiro de 1854.